# یواس‌اس کرگهد (ای‌کی-۱۷۵)
یواس‌اس کرگهد (ای‌کی-۱۷۵) (به انگلیسی: USS Craighead (AK-175)) یک کشتی بود که طول آن ۳۸۸ فوت ۸ اینچ (۱۱۸٫۴۷ متر) بود. این کشتی در سال ۱۹۴۵ ساخته شد.